# Those Whom the Gods Detest
Those Whom the Gods Detest – szósty album studyjny amerykańskiej grupy muzycznej Nile. Wydawnictwo ukazało się 3 listopada 2009 roku w USA oraz 6 listopada tego samego roku w Europie nakładem wytwórni muzycznej Nuclear Blast.

## Lista utworów
Opracowano na podstawie materiału źródłowego.
| Nr  | Tytuł utworu                                                 | Słowa                | Muzyka                            | Długość |
| --- | ------------------------------------------------------------ | -------------------- | --------------------------------- | ------- |
| 1.  | „Kafir”                                                      | Karl Sanders         | Karl Sander, George Kollias       | 6:50    |
| 2.  | „Hittite Dung Incantation”                                   | Karl Sanders         | Karl Sander, George Kollias       | 3:48    |
| 3.  | „Utterances of the Crawling Dead”                            | Karl Sanders         | Dallas Toler-Wade, George Kollias | 5:09    |
| 4.  | „Those Whom the Gods Detest”                                 | Karl Sanders         | Karl Sander, George Kollias       | 8:06    |
| 5.  | „4th Arra of Dagon”                                          | Karl Sanders         | Karl Sander, George Kollias       | 8:40    |
| 6.  | „Permitting the Noble Dead to Descend to the Underworld”     | Karl Sanders         | Dallas Toler-Wade, George Kollias | 3:32    |
| 7.  | „Yezd Desert Ghul Ritual in the Abandoned Towers of Silence” | utwór instrumentalny | Karl Sanders                      | 2:33    |
| 8.  | „Kem Khefa Kheshef”                                          | Karl Sanders         | Karl Sander, George Kollias       | 6:18    |
| 9.  | „The Eye of Ra”                                              | Karl Sanders         | Dallas Toler-Wade, George Kollias | 5:00    |
| 10. | „Iskander Dhul Kharnon”                                      | Karl Sanders         | Karl Sander, George Kollias       | 6:40    |
|     |                                                              |                      |                                   | 56:36   |

## Twórcy
Opracowano na podstawie materiału źródłowego
| - Karl Sanders – gitara elektryczna, śpiew - Dallas Toler–Wade – gitara basowa, gitara elektryczna, śpiew - George Kollias – perkusja, instrumenty perkusyjne - Serdar Ozturk – inżynieria dźwięku - Gunter Ford – management - Alan Douches – mastering - Neil Kernon – inżynieria dźwięku, miksowanie, produkcja muzyczna - Erik Rutan – inżynieria dźwięku |  | - Dick Young – obsługa techniczna - Eric White – obsługa techniczna - Chief Spires – wokal (gościnnie) - David Merideth – wokal (gościnnie) - Jon Vesano – wokal (gościnnie) - Pete Hammoura – wokal (gościnnie) - Mike Breazeale – wokal (gościnnie) - Michał "Xaay" Loranc – okładka, oprawa graficzna |

## Wydania
| Rok  | Nr katalogowy                       | Format                                   | Wytwórnia         | Region            | Źródło |
| ---- | ----------------------------------- | ---------------------------------------- | ----------------- | ----------------- | ------ |
| 2009 | NB 2224-0, 27361 22240              | CD, Album, Ltd, Dig                      | Nuclear Blast     | Niemcy/Europa     | [ 1 ]  |
| 2009 | NB 2224-2                           | CD, Album                                | Nuclear Blast     | Niemcy/Europa     | [ 1 ]  |
| 2009 | 27361 22240, 27361 22245, NB 2224-5 | CD, Album, Ltd, Dig + Box, Ltd, Num, Mai | Nuclear Blast     | Niemcy/Europa     | [ 1 ]  |
| 2009 | NB 2224-1                           | LP + LP, S/Sided +, Album, Ltd           | Nuclear Blast     | Niemcy/Europa     | [ 1 ]  |
| 2009 | NB 2224-1, 2224-2                   | 2xLP, Album, Ltd, San + CD, Album        | Nuclear Blast     | Niemcy/Europa     | [ 1 ]  |
| 2009 | ICARUS 578                          | CD, Album                                | Icarus Music      | Argentyna         | [ 1 ]  |
| 2009 | NB 2224-2, 2224-2                   | CD, Album                                | Nuclear Blast     | Stany Zjednoczone | [ 1 ]  |
| 2009 | IROND CD 09-1649                    | CD, Album                                | Irond Records     | Rosja             | [ 1 ]  |
| 2009 | SR0507                              | CD, Album, Ltd, Dig                      | Scarecrow Records | Meksyk            | [ 1 ]  |

## Listy sprzedaży
| Lista                   | Kraj              | Pozycja |
| ----------------------- | ----------------- | ------- |
| Billboard 200           | Stany Zjednoczone | 160     |
| SNEP                    | Francja           | 149     |
| Suomen virallinen lista | Finlandia         | 35      |